# بانو دياوارا
بانو دياوارا (بالفرنسية: Banou Diawara)‏ مواليد 13 فبراير 1992 في بوركينا فاسو، هو لاعب كرة قدم بوركينابي يلعب مع نادي الجيش الملكي كمهاجم. بدأ بانو دياوارا مسيرته الرياضية عام 2013 مع نادي بوبو ديولاسو.

## روابط خارجية
- بانو دياوارا على موقع قاعدة بيانات كرة القدم.إي يو (الإنجليزية)
- بانو دياوارا على موقع ناشيونال فوتبول تيمز (الإنجليزية)
- بانو دياوارا على موقع Soccerway.com (الإنجليزية)
- بانو دياوارا على موقع عالم كرة القدم.نت (الإنجليزية)